# Thorgeir Stubø
Thorgeir Stubø (* 12. November 1943 in Narvik; † 22. Oktober 1986 ebenda) war ein norwegischer Jazzgitarrist und Komponist des Modern Jazz.

## Leben
Stubø orientierte sich früh an US-amerikanischen Vorbildern wie John Coltrane, Jimmy Raney, Tal Farlow, Wes Montgomery und Jim Hall. Er wuchs in Narvik auf und ging in den 1960er Jahren zur Ausbildung nach Oslo, wo er ein Diplom in Germanistik erwarb. Gleichzeitig spielte er in der Osloer Jazzszene u. a. mit Jan Garbarek, Knut Riisnæs, dem Schlagzeuger Svein Christiansen und Arild Andersen. Danach arbeitete er als Lehrer in Narvik und spielte dort in der lokalen Jazzszene.
1981 erhielt er für sein erstes Album Notice (Odin Records 1981) den Spellemannprisen. Die Musik war an Chick Coreas Jazzrock-Alben orientiert und Mitspieler waren Henning Gravrok (Saxophon), Bjørn Alterhaug (Bass), Terje Bjørklund (Klavier) und Ernst-Wiggo Sandbakk (Schlagzeug). Es folgten ein Live-Album (Jazz Alive, Odin Records 1983) aus dem Osloer Jazzclub Jazz Alive mit Bernt Rosengren, Egil Kapstad, Terje Venaas, Egil Johansen, das Album Flight (Hot Club Records 1983, mit Krister Andersson (Saxophon), Alex Riel, zusammengestellt aus Studio- und Live-Aufnahmen) und Everything We Love (Hot Club 1983/85) mit dem Gitarristen Doug Raney. Zuletzt nahm er ein Live-Album in Tromsø auf (Rhythm´a´ning, Cadence Jazz Records 1986) und The End of a Tune (Cadence Jazz Records 1988) mit Art Farmer und Doug Raney, das nach seinem Tod erschien. Er starb mit nur 43 Jahren an Krebs.
Weiterhin war er passionierter und guter Skiläufer, Outdoor-Aktivist und norwegischer Meister im Fliegenfischen. Eine seiner Kompositionen (Mickey Finn) nannte er nach seiner Köder-Konstruktionen.
Neben Terje Rypdal gilt er als bedeutendster norwegischer Jazzgitarrist und erhielt 1986 postum den norwegischen Jazzpreis Buddyprisen. 1987 wurde eine Stiftung zu seinem Gedächtnis gegründet, die seit 1989 alle zwei Jahre den Stubøprisen für norwegische Jazzmusiker verleiht.
Er ist der Vater des Jazzgitarristen Håvard Stubø (* 1977), der Jazzsängerin Kjersti Stubø (* 1970) und des Theaterdirektors Eirik Stubø (* 1965). Ein Sohn von Kjersti Stubø ist der Electronica-Musiker Mathias Stubø (* 1992).